# Microrégion de Gramado-Canela
Pour les articles homonymes, voir Canela (homonymie).
La microrégion de Gramado-Canela est une des microrégions du Rio Grande do Sul appartenant à la mésorégion métropolitaine de Porto Alegre au Brésil. Elle est formée par l'association de quinze municipalités. Elle recouvre une aire de 2 621,649 km2 pour une population de 298 028 habitants (IBGE - 2005). Sa densité est de 113,7 hab./km2. Son IDH est de 0,819 (PNUD/2000).

## Municipalités[1]
- Canela
- Dois Irmãos
- Gramado
- Igrejinha
- Ivoti
- Lindolfo Collor
- Morro Reuter
- Nova Petrópolis
- Picada Café
- Presidente Lucena
- Riozinho
- Rolante
- Santa Maria do Herval
- Taquara
- Três Coroas

## Microrégions limitrophes
- Osório
- Porto Alegre
- Montenegro
- Caxias do Sul
- Vacaria